# Kap Worsley
Das Kap Worsley ist eine kuppelförmige und bis zu 225 m hoch aufragende Landspitze an der Nordenskjöld-Küste des Grahamlands im Norden der Antarktischen Halbinsel. Das Kap liegt 16 km östlich des südlichen Endes des Detroit-Plateaus und ist gekennzeichnet durch schneefreie Kliffs an der Süd- und Ostseite. Es bildet den südöstlichen Ausläufer der Rawen-Halbinsel.
Der Falkland Islands Dependencies Survey nahm 1947 eine Vermessung und die Benennung vor. Namensgeber ist der neuseeländische Polarforscher Frank Worsley (1872–1943), Kapitän der Forschungsschiffe bei der Endurance-Expedition (1914–1916) und der Quest-Expedition (1921–1922).